# Ectrogatha
Ectrogatha là một chi bướm đêm thuộc họ Noctuidae.